# Emmanuelle Brisson
Emmanuelle Brisson est une photographe française.

## Biographie
Originaire de la ville de Niort, elle grandit à la Tour-Chabot. À l'âge de 20 ans, elle entre au conseil général devenu le conseil départemental. En lien avec l'institution, elle travaille à la communication du musée des Tumulus de Bougon. Autodidacte, elle pratique la photographie en parallèle de ses activités professionnelles.
En 2010, la série Can't get it out of my head remporte le premier prix Compétence Photo. L'artiste participe pour la première fois au Salon de la Photo de Paris.
En 2013, l'exposition « Double Je » est présentée à la Villa Pérochon. Emmanuelle Brisson évoque la filiation à travers des photographies montrant son père, voyageur d'Afrique décédé quand la photographe avait 11 ans,. La même année, elle reçoit le prix Photo d'Hôtel, Photo d'Auteur (PHPA), initié par le label Hôtels Paris Rive Gauche visant à soutenir la photographie contemporaine. Une exposition collective prend place à la même période à la Galerie Esther Woerdehoff de Paris.
En 2017, elle est lauréate du Prix de la Quinzaine Photographique Nantaise (QPN) et du prix spécial du jury de la Bourse du talent, dans la catégorie « Portrait », pour le projet photographique « Les profondeurs du cœur ». La série aborde l'intimité d'Andrée, ancienne repasseuse de 89 ans et mère d'Emmanuelle Brisson.

## Distinctions
- 2010 : Lauréate du concours Compétence photo : un rêve en vert
- 2013 : Prix PHPA, Galerie Esther Woerdehoff, Paris
- 2017 : Prix de la Quinzaine Photographique Nantaise
- 2017 : Prix spécial du jury de la Bourse du talent, catégorie portrait

## Expositions
Parmi une liste non exhaustive :
- 2010 : CAC, exposition collective, Festival Teciverdi, Moulin du Roc, Niort, 17 avril au 29 mai
- 2010 : Festival photo MAP Toulouse, Toulouse, 1er au 31 mai
- 2010 : Salon de la Photo de Paris, Porte de Versailles, Paris, 4 au 8 novembre
- 2011 : La Nuit de la Photo, Théâtre Antique d'Orange, Orange, 6 juin
- 2011 : Un jour sur la terre, Barbentane, 4 au 6 juillet
- 2011 : Salon de la Photo de Paris, Porte de Versailles, Paris, 6 au 10 octobre
- 2012 : Les Iréelles, Compétence Photo, Nantes, 1er au 29 février
- 2012 : L'incomplétude, A la Barak, Montpellier, 2 au 30 juin
- 2013 : En toute tenue, Espace 5 Bis, Paris
- 2013 : Double Je, Centre d'Art Contemporain Photographique - Villa Pérochon (CACP), Niort, 24 octobre au 21 décembre
- 2013 : Galerie Esther Woerdehoff, Paris, 6 au 28 septembre
- 2017 : Les profondeurs du cœur, Quinzaine photographique nantaise (QPN), Temple du Goût, Nantes, 15 septembre au 15 octobre
- 2017 : Les profondeurs du cœur, Rencontres de la jeune photographie internationale (CACP - Villa Pérochon), Niort